# Гвенцадзе, Иван Николаевич
Иван Николаевич Гвенцадзе (груз. ვანო ნიკოლოზის ძე გვენცაძე; 23 апреля 1907, Бареули, Российская империя — 7 июля 1990, Тбилиси, Грузинская ССР, СССР) — советский офицер, участник Великой Отечественной войны, командир батареи 33-го гвардейского артиллерийского полка 14-я гвардейской стрелковой дивизии 57-й армии, Герой Советского Союза.

## Биография
Родился 23 апреля 1907 года в селе Бареули ныне Амбролаурского района Грузии в крестьянской семье. Грузин.
В 1937 году окончил Тбилисский индустриальный институт. Работал главным энергетиком на газолиновом заводе № 2 в городе Грозный Чечено-Ингушской АССР. В 1939 году вступил в ВКП(б). В феврале 1942 года был мобилизован в Красную Армию. В апреле того же года окончил лейтенантские курсы и получил звание младшего лейтенанта.
С августа 1942 года в действующей армии, где командовал батареей 33-го гвардейского артиллерийского полка 14-я гвардейская стрелковая дивизия 57-й армии Степного фронта.

### История подвига
В ночь на 26 сентября 1943 года Иван Гвенцадзе участвовал в форсировании Днепра в районе села Пушкарёвка (в настоящее время входит в состав города Верхнеднепровска Днепропетровской области). Огневая поддержка артиллерийской батареи, которой командовал гвардии капитан Гвенцадзе, помогла передовым частям дивизии захватить плацдарм и отразить четыре вражеских контратаки, а также оказала поддержку основным силам дивизии в форсировании Днепра, размещении на захваченном плацдарме и его расширении.
Демобилизовался в 1945 году в звании старшего лейтенанта. Проживал в Тбилиси, является также Заслуженным инженером Грузинской ССР.

## Награды
17 мая 1944 года указом Президиума Верховного Совета СССР И. Н. Гвенцадзе было присвоено звание Героя Советского Союза. Награждён также орденом Ленина, орденом Красного Знамени, 2 орденами Отечественной войны 1 степени, орденом Красной Звезды, различными медалями.